# Onychophora

Onicóforo no identificado.

Los onicóforos (Onychophora, del griego onykhos, "uña" y phorós, "portador") constituyen un filo de ecdisozoos terrestres, con ~180 especies existentes, cuya existencia se conoce desde el periodo Cámbrico, hace más de 515 millones de años. Fueron descritos por primera vez por Lansdown Guilding en 1826, quien pensó que eran moluscos.
El nombre Onychophora, deriva del griego, y significa literalmente "portadores de uñas", ya que cada una de sus muchas extremidades termina en un par de garras. En los libros de texto reciben el nombre de "gusanos aterciopelados" (del inglés velvet worms); de hecho, han sido comparados a gusanos con patas, orugas de mariposas y babosas.
Estos organismos segmentados tienen ojos pequeños, antenas, múltiples pares de patas o lobopodios –que no son realmente articulados, y las glándulas de la goma adhesiva (por error llamada baba). Es posible encontrarlos en regiones tropicales y en el Hemisferio Sur. Son cazadores de animales pequeños como los insectos y arácnidos, que atrapan expulsando un moco adhesivo. Se conocen unas 180 especies actuales.
Las dos familias existentes de gusanos aterciopelados son Peripatidae y Peripatopsidae.
Muestran una distribución peculiar, donde los peripátidos son predominantemente ecuatoriales y tropicales, mientras que los peripatópsidos se encuentran los continentes del sur de clima templado. Hoy se sabe que tal distribución a nivel mundial se originó a partir de la ruptura del antiguo supercontinente Pangea, que empezó a fracturarse hace unos 200 millones de años.
A pesar de su escasez actual, en la historia de la biología evolutiva se les ha prestado mucha atención debido a su importancia al presentar características que hacían pensar que eran un intermedio evolutivo entre anélidos y artrópodos. Antiguamente se les consideraba parte del taxón Tracheata. pero en la actualidad no se considera que estén emparentados con anélidos sino que forman parte del taxón Panarthropoda. junto a tardígrados y artrópodos. Según los análisis moleculares constituyen el grupo hermano de los artrópodos.

## Estructura general

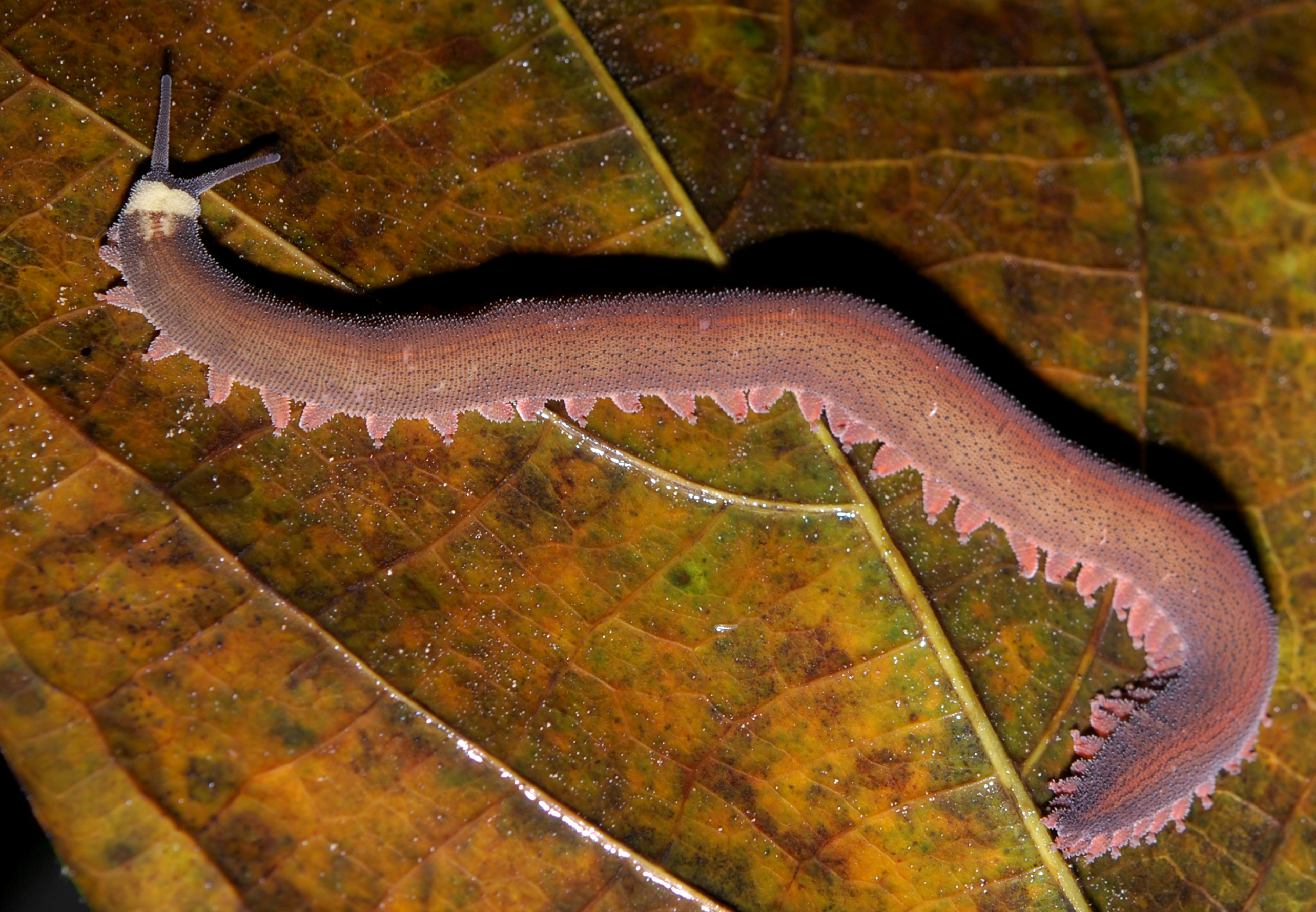
Un integrante de la familia Peripatidae.

La locomoción y el sostén corporal se basan en un esqueleto hidrostático, como ocurre en los anélidos, no en un exoesqueleto de piezas articuladas. A diferencia de los artrópodos, los onicóforos tienen un celoma muy desarrollado, que ocupa buena parte del volumen corporal. Músculos y válvulas trabajan trasladando y comprimiendo el líquido intersticial a través de los compartimentos del hemocele, incluidos los lobópodos, y es así como se mueven los órganos, se deforma el cuerpo y se hace posible la locomoción.

### Morfología externa

#### Aspecto general
El aspecto general de los onicóforos es el de gusanos o babosas con patas. De hecho, su descubridor Guilding los asignó en 1825 dentro del filo Mollusca.
Miden entre 1,4 y 16 cm, aunque algunos llegan a los 25 cm. El cuerpo es alargado, vermiforme, cilíndrico y aparece dotado de entre 14 y 43 pares de apéndices locomotores (varía con la especie y el sexo) llamados lobópodos. Estos no pueden calificarse como patas, sino que son mamelones sin articulación alguna que se adelantan por turno, siguiendo ondas. Cada uno termina en dos pequeñas uñas, que es a lo que alude el nombre del grupo. La arquitectura corporal deriva de una forma segmentada, como los artrópodos, pero se ha perdido en el curso de la evolución. No existe una segmentación externa visible, pero sí pequeñas arrugas transversales
La superficie de su cuerpo está cubierta por bandas transversales de pequeños tubérculos (los mayores presentan setas sensoriales y escamas muy pequeñas). La disposición de los tubérculos parece mostrar una metamerización que, externamente, es en realidad inexistente. Además, presentan una textura aterciopelada de la que procede su nombre común en otros idiomas como el inglés, velvet worms ("gusanos aterciopelados").
Son muy variados en cuanto a color; siendo lo más común un gris o pardo muy oscuros, pero también los hay de colores vivos, amarillos, más o menos anaranjados, rojos, verdes, negros o incluso azules, pudiendo presentar las papilas un aspecto iridiscente. Se conoce al menos una especie blanca, habitante de cuevas, y los individuos recién nacidos pueden ser blanquecinos antes de adquirir los colores adultos.

#### Cabeza
La cabeza, que no aparece bien diferenciada del tronco, porta tres pares de apéndices.
En primer lugar un par de antenas, en posición más anterior que superior, gruesas y a veces muy largas; detrás de cada una de ellas hay un pequeño ojo simple, dotado de un cristalino esférico.
El segundo par de apéndices son las papilas orales, retráctiles, situadas por debajo de las antenas y apuntando hacia adelante; son de función sensorial y además escupen un líquido pegajoso que emplean en la captura de sus presas y defenderse.
La boca se encuentra en posición ventral en la base de una depresión. Dentro de ellas y escondidas bajo sus labios se encuentra el tercer par de apéndices, las mandíbulas. Como en los artrópodos, y a diferencia de lo que ocurre en vertebrados la dinámica de la boca es lateral. Dispone la boca de un diente dorsal y de un par de glándulas salivares (derivadas de nefridios).

#### Tronco y apéndices
Cada lobópodo es una evaginación de la pared del cuerpo en forma de corta protuberancia cónica terminada en un par de uñas (de donde procede el nombre del phylum, Onychophora). Carece de articulación con el cuerpo por lo que no se trata de verdaderas patas. Aunque el número de pies puede variar considerablemente entre especies, su estructura es básicamente similar. La rigidez es proporcionada por la presión hidrostática del contenido de sus fluidos, y el movimiento generalmente se obtiene al estirar y contraer todo el cuerpo del animal. Sin embargo, cada apéndice también puede acortarse y doblarse debido a los músculos internos.

### Pared del cuerpo
La pared del cuerpo está organizada de forma semejante a la de los Anélidos, en tres capas: cutícula, epidermis y capas musculares.

#### Cutícula
La capa externa está formada por una cutícula quitinosa muy delgada (apenas 1 µm de espesor) y flexible en todas sus partes, sin que exista, como en los artrópodos, distinción entre áreas engrosadas (escleritos) y áreas de articulación. Además, no basta para impermeabilizar la superficie corporal ni para constituir exoesqueleto rígido. Esta circunstancia condiciona la ecología y a la mecánica corporal de estos animales. El organismo de los onicóforos no es capaz de una buena regulación fisiológica del equilibrio hídrico, de manera que, como tantos otros filos de origen acuático, restringen su existencia a ambientes muy húmedos. Además son de hábito nocturno, saliendo solo en las horas en las que baja la temperatura y hay menos peligro de desecación. Por otro lado, al carecer de exoesqueleto rígido les faculta para comprimir mucho su cuerpo y poder atravesar por ranuras muy estrechas.

#### Epidermis
La epidermis consta de células vivas, a diferencia de la cutícula. Debajo de la epidermis hay una gruesa capa de tejido conectivo, que se compone principalmente de fibras de colágeno.

#### Capas musculares
Por debajo del tejido conectivo anteriormente mencionado hay tres capas de tejido muscular liso.

### Cavidad corporal
La cavidad general del cuerpo es, en realidad, un hemocele, es decir, sirve de cavidad circulatoria para la hemolinfa. La estructura en senos del hemocele es semejante a la de los Insectos: seno pericárdido, seno periintestinal medio, seno perineural ventral medio y dos senos ventrolaterales,
El verdadero celoma se ha reducido a las cavidades gonadales y a sacos relacionados con los nefridios.

### Glándulas de limo
Son glándulas situadas en unas aberturas denominadas "papilas orales". Dichas glándulas secretan una especie de baba blanca y lechosa, usada para la caza de presas y para la defensa. Se sitúan en el tercer segmento de la cabeza.

### Glándulas crurales
Ambos sexos presentan glándulas crurales que se cree que desempeñan algún papel en la reproducción. Estas se encuentran en un par o todos los pares de lobópodos. Se abren en el extremo de una papila cerca del nefridioporo [Barnes, 1977].

### Aparato digestivo
El tubo digestivo comienza con una boca situada en posición ventral. Dispone en su interior de un par de mandíbulas en forma de pinza de dinámica lateral (como en Artrópodos y al contrario que Vertebrados). Tras ella se encuentra un diente dorsal. y un par de glándulas salivares. Éstas son nefridios modificados y su secreción es digestiva, permitiendo licuar parcialmente a la presa en el interior de su exoesqueleto antes de ser succionados sus jugos.
El siguiente tramo es un intestino anterior revestido de quitina y formado por una faringe y un esófago.
A continuación se encuentra el gran intestino recto, con funciones de digestión y absorción, no revestido por quitina.
El intestino posterior forma asas hacia adelante sobre el intestino y termina en un ano situado en el extremo del cuerpo.

### Sistema circulatorio
Presentan un sistema circulatorio abierto.
El único vaso es un corazón tubular situado en el interior de un seno pericárdico en posición dorsal. El corazón está abierto por los extremos y presenta un par de aberturas (ostia) en cada segmento. El corazón propulsa la hemolinfa hacia delante, haciéndola circular por los senos del hemocele. Los senos se comunican entre sí gracias a la presencia de orificios.
La sangre es incolora y presenta amebocitos  fagocitarios. No obstante, recientemente se ha comprobado que al menos dos especies presentan el pigmento respiratorio hemocianina. Además, esta hemocianina es homóloga de la que presentan los Artrópodos, lo que refuerza la pertenencia de los onicóforos al taxón Panartropoda.

### Sistema respiratorio
Para respirar los onicóforos han desarrollado un sistema traqueal que se abre al exterior por espiráculos diminutos 
distribuidos en gran número a lo largo del cuerpo entre las bandas de tubérculos. El espiráculo abre paso a una fosa traqueal terminada en un atrio del que parte multitud de tráqueas no ramificadas (al contrario que las de Insectos) cada una de las cuales alcanza directamente la parte a la que está destinada.
A diferencia de lo que ocurre en insectos, los espiráculos no se cierran nunca, careciendo del mecanismo para su control. Su estructura indica que este sistema traqueal no es homólogo del de los arácnidos e insectos. Al no poder cerrar los espiráculos, los onicóforos se deshidratan muy rápidamente en ambiente seco, lo que les limita a hábitats húmedos, bajo hojarasca o lugares semejantes y a horario nocturno.

### Sistema excretor
Presentan un par de nefridios por segmento alojados en los senos ventrolaterales del hemocele. Están formados por un saco terminal (vestigio del celoma) que aloja al nefridio propiamente dicho, constituido por el embudo y el nefrostomo ciliados. En la parte distal forma una vejiga contráctil antes del nefridioporo.
El par de nefridioporos se encuentran en la cara interna de la base de cada lobópodo, salvo en los segmentos 4.º y 5.º, en los que se localizan sobre un tubérculo algo más distal.
Se desconoce la naturaleza de la secreción excretora.
El primer par de nefridios se ha transformado en glándulas salivares. El último par de nefridios de las hembras se han transformado en los gonoductos,

### Sistema nervioso
Es un típico sistema nervioso en escalera propio de los Protostomas. Está formado por un cerebro bilobulado bien desarrollado situado sobre el esófago y dos cordones nerviosos ventrales. Hasta el cerebro llega la información sensorial de tentáculos y ojos y envía nervios a boca y mandíbulas. Los cordones nerviosos presentan engrosamiento ganglionares de los que partes comisuras que les unen entre sí y nervios hacia la pared del cuerpo.

### Órganos de los sentidos
Presentan un par de pequeños ojos en la base de cada antena. Cada ojo tiene un gran cristalino esférico y, tras él, una retina bien desarrollada. Este ojo no puede formar imagen por lo que solo les sirve para detectar intensidad lumínica y controlar su ritmo circadiano.
Repartido en la superficie de su cuerpo, especialmente en los tubérculos, hay células sensoriales.

### Aparato reproductor
Los ovarios son órganos alargados y fusionados. Se encuentran en la parte posterior en posición dorsal. Cada ovario presentan un conducto procedente de la modificación de un nefridio que presenta un receptáculo seminal y un útero. Los dos úteros se unen y salen al exterior en un gonoporo común que desemboca en la región posteroventral del animal.
Los machos presentan un par de testículos alargados no fusionados y vías genitales complejas. Al igual que en las hembras, los dos conductos se unen en un conducto y salen al exterior por un único gonoporo muy semejante. Los espermatozoides se forman en el conducto común y se encuentran encerrados en espermatóforos de 1 mm de longitud rodeados por una cubierta quitinosa.

## Reproducción y desarrollo
Son dioicos (con sexos separados) y con dimorfismo sexual en cuanto al tamaño (siendo las hembras notablemente más grandes) y número de lobópodos (las hembras pueden tener más).
La mayoría de las especies son ovovivíparas; unas pocas son auténticamente vivíparas (la madre nutre al embrión a través de órganos equivalentes a una placenta); solo los géneros Ooperipatus y Symperipatus son ovíparos. Una especie presenta solamente hembras y se reproduce por partenogénesis.
Se cree que las glándulas crurales, presentes en ambos sexos, desempeñan algún papel en la reproducción.

### Transferencia del esperma
En el género ovovivíparo sudafricano Peripatopsis -que carece de receptáculos seminales- no hay una fecha de reproducción determinada ni se buscan machos y hembras. Cuando se encuentran, el macho trepa por el cuerpo de la hembra y deposita sobre ella un espermatóforo en cualquier lugar, sea en el dorso o en los lados. De esta manera, una hembra puede acumular los de varios machos distintos. Los espermatóforos estimulan a los amebocitos de la hemolinfa para que disuelvan el tegumento y penetren hasta el hemocele (impregnación hipodérmica), por donde circulan hasta llegar hasta los ovarios donde fecundan a los óvulos.
Se desconoce cómo realizan la transferencia del esperma las especies en las que las hembras presentan receptáculos seminales.

### Desarrollo
En los onicóforos ovíparos la segmentación es superficial.
En onicóforos ovovivíparos el huevo se desarrolla en el interior del útero.
En onicóforos vivíparos los huevos tiene poco vitelo, son pequeños y la segmentación es superficial (holoblástica). La hembra produce una secreción uterina nutritiva que recoge el embrión mediante una membrana que hace el papel de placenta.

## Ecología y hábitat
Los onicóforos se encuentran en climas tropicales húmedos, aunque hay algunas especies australasiáticas y sudamericanas de clima templado.

### Hábitat
Poseen hábitos nocturnos y viven en ambientes oscuros y normalmente húmedos. Se les encuentra en la hojarasca, bajo piedras, entre las hojas de bromelias y también en troncos en descomposición y grietas del suelo, cuevas, orillas de los ríos y vagando en el exterior solo por la noche.
En las épocas adversas (tiempo seco o frío invernal) permanecen inactivos refugiados en lugares protegidos.

### Alimentación
Son animales depredadores, que cazan activamente saltamontes, termitas, y otros pequeños invertebrados, a menudo más grandes que ellos, pegándolos al sustrato con la secreción adhesiva que expulsan desde sus papilas orales. Arrojan certeramente dicha secreción de naturaleza proteica en estado líquido a distancias de hasta 30 o 40 cm, la cual en contacto con el aire se coagula, inmovilizando a la presa. El onicóforo se acerca hasta ella y roe su pared corporal, inyectando enzimas digestivas y sorbiendo la papilla semidigerida resultante, un modo de alimentación como el que observamos frecuentemente en arácnidos.

## Conducta

### Locomoción
El cuerpo no toca el sustrato, siendo completamente soportados por los lobópodos que se encuentran en posición más ventral que los parápodos de los Anélidos.
Se desplazan mediante la propagación de lentas ondas de contracción/extensión del cuerpo. Durante la extensión los dos lobópodos se elevan y avanzan.

### Hábitos
Son animales nocturnos forzados, entre otros motivos, porque se deshidratan en muy pocas horas en ambiente seco.

### Defensa
Cuando se siente molestado, los onicóforos se defienden segregando el limo adhesivo contra el atacante hasta una distancia de 50 cm.

## Origen y parentescos
Los onicóforos son uno de los grupos actuales con fósiles conocidos de mayor antigüedad. Están representados en la fauna del Cámbrico inferior de Burgess Shale (datada en 505 millones de años) por al menos dos especies, Aysheaia pedunculata y Hallucigenia sparsa, y es posible que Xenusion, del Precámbrico terminal (datada en 540 millones de años), también sea un onicóforo.
Los fósiles del Paleozoico inferior son todos marinos y dotados de escleritos (piezas esqueléticas de cutícula endurecida) sobre los lobópodos. En Hallucigenia los escleritos son largas espinas rígidas que dieron origen a una interpretación errónea, popularizada luego por Stephen Jay Gould, que las veía como zancos, confundiendo también los extremos anterior y posterior del cuerpo.
Fuera de ese rasgo la anatomía de los onicóforos es sorprendentemente conservadora, lo que los convierte en ejemplos perfectos de lo que la literatura popular llama fósiles vivientes.
El fósil más antiguo de un onicóforo terrestre, Helenodora, es de Mazon Creek, un importante yacimiento cerca de Chicago. Está datado en el Pensilvaniense y no se distingue morfológicamente de los actuales. Se han recuperado fósiles en ámbar del Cretácico de Birmania (Birmania), así como del Terciario Inferior de La Española y de la Región báltica. En los dominicanos se observa la secreción adhesiva de las papilas orales, lo que demuestra que el carácter es muy antiguo.
Los onicóforos son interpretados actualmente como parientes próximos de los artrópodos, pero externos a este grupo.

## Distribución geográfica
Todos los onicóforos habitan regiones tropicales o templadas meridionales. La familia Peripatidae vive en América tropical y Antillas, Gabón, Himalaya y sudeste de Asia. La familia Peripatopsidae habita en Chile, Sudáfrica, Australia-Nueva Guinea y Nueva Zelanda. En todos los casos, solo se han encontrado en determinadas áreas, no en regiones extensas. Esta distribución se corresponde con la del paleocontinente de Gondwana, lo que hace pensar que ahí debe situarse el centro de su radiación evolutiva.

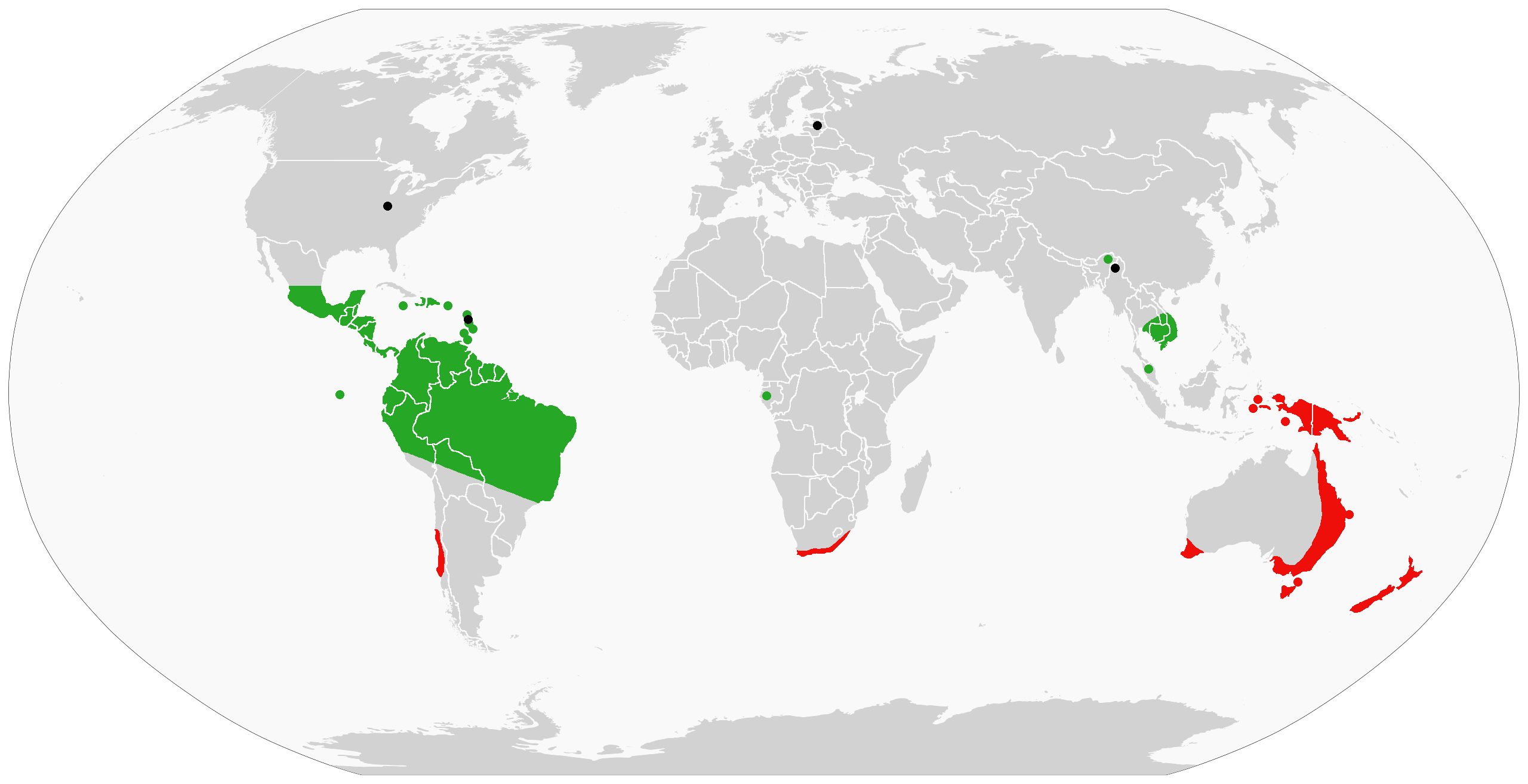
Mapa de distribución actual de los onicóforos. En verde la familia Peripatidae, en rojo la familia Peripatopsidae.

La existencia de fósiles en el ámbar báltico extienden la distribución del grupo a Eurasia, fuera de Gondwana, mostrando que, cualquiera que fuera su centro evolutivo, el grupo ha tenido en el pasado una distribución más amplia.

## Taxonomía, evolución y filogenia

### Afinidades con otros filos
Con anélidos:
- Estructura semejante de la pared del cuerpo.
- Por el contrario, presentan un celoma muy reducido.
- Nefridios de estructura semejante.

Con artrópodos:
- Presencia de hemocianina (en algunos onicóforos) homóloga de la de los artrópodos.
- La estructura del sistema traqueal prueba que no es homóloga de la de artrópodos.

### Taxonomía
Existen unas 165 especies repartidas en 10 géneros y dos familias.
El grupo ha recibido distintas categorías taxonómicas y ubicaciones en la clasificación zoológica. En el pasado fueron tratados a menudo como una clase dentro del filo Arthropoda. Actualmente se les incluye con la categoría de filo dentro del superfilo Panarthropoda, donde además de los artrópodos se incluyen también los tardígrados.
Hay dos familias, Peripatidae y Peripatopsidae. Los Peripatidae se encuentran en torno al Caribe, en el Norte de Sudamérica, en África Ecuatorial, en Assam y en el Sudeste Asiático, siempre con áreas limitadas y dispersas. Los Peripatopsidae presentan un área igualmente dispersa, pero más meridional, con localidades en Chile, Sudáfrica, Australia y Tasmania, Nueva Guinea y también Nueva Zelanda.

## Su incidencia en el arte y la cultura
Los onicóforos han sido una fuente de inspiración en el ámbito del arte y la cultura. Un estudio reciente reveló la existencia de 336 obras culturales y artísticas relacionadas con estos invertebrados, que van desde dibujos animados hasta productos sublimados, artesanías, imágenes editadas y videos. Se destacan seis temas principales, mayormente transmitiendo una imagen positiva de estos fascinantes organismos. Estados Unidos, Australia y Nueva Zelanda lideran en la producción cultural relacionada con los onicóforos, tanto en cantidad total como per cápita. Este notable interés se atribuye en gran medida a la peculiar morfología externa y el método de caza de los onicóforos, que han estimulado la imaginación y la creatividad de artistas y creadores a nivel mundial.